# Johanneskerk (Serooskerke)

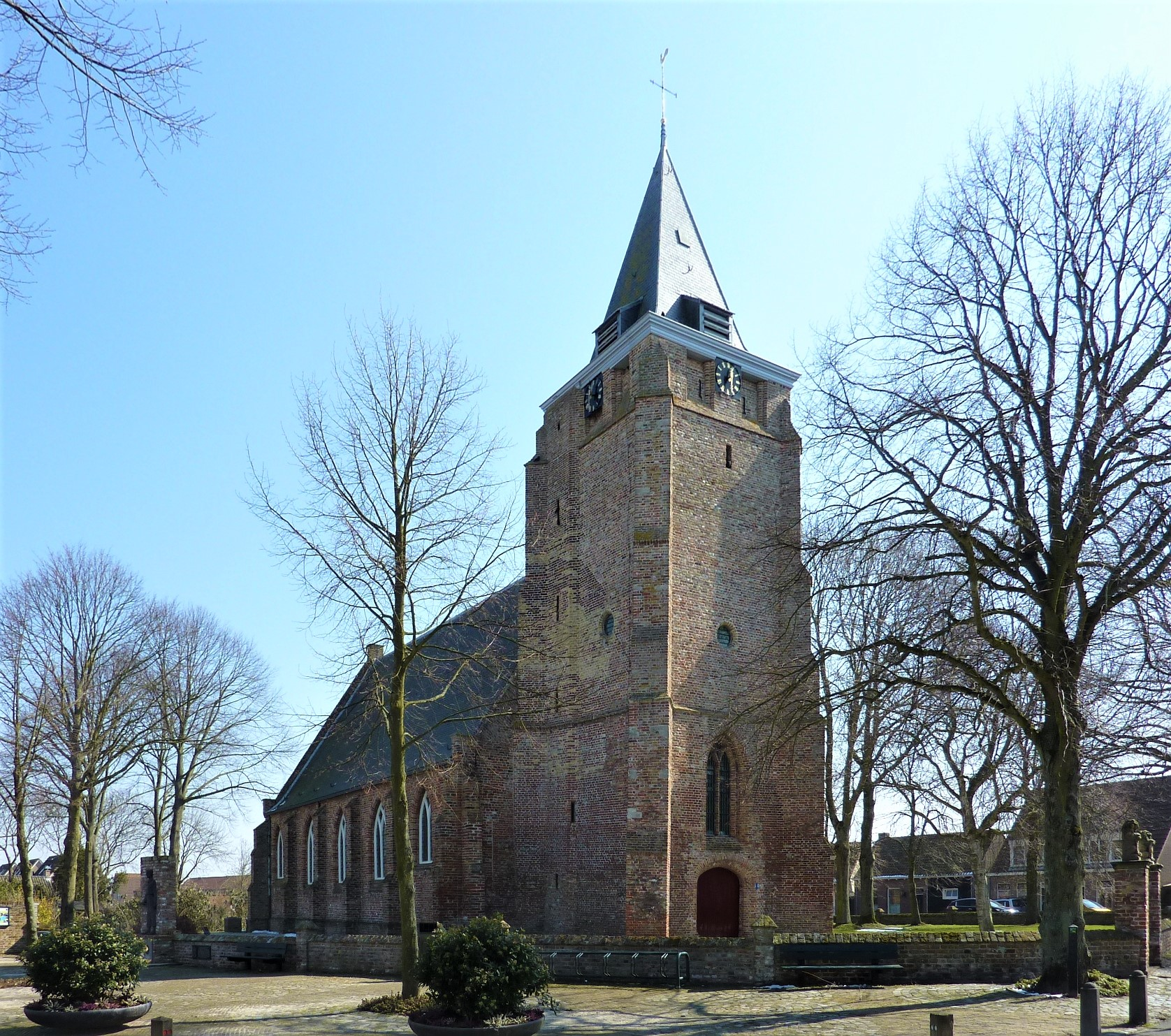
Die Johanneskerk 2013

Die Johanneskerk ist ein Kirchengebäude der Protestantischen Kirche in den Niederlanden in Serooskerke in der Gemeinde Veere in der Provinz Zeeland. Sie wird charakterisiert durch den wuchtigen spätgotischen Westturm. Der Turm sowie das Langhaus der Kirche sind seit 1967 als Rijksmonumente eingestuft.

## Geschichte
Die Pfarrgemeinde zu Serooskerke war um 1200 von Oostkapelle abgepfarrt worden. Bis zur Reformation war die Kirche dem Heiligen Apostel Johannes gewidmet. Der massive Kirchturm wurde im Laufe des 15. Jahrhunderts errichtet. Während des Achtzigjährigen Krieges erlitten Langhaus und Chor zwischen 1572 und 1574 schwere Beschädigungen. Das Langhaus erhielt seine heutige Gestalt zu Beginn des 17. Jahrhunderts, der zu dieser Zeit nur noch als Ruine vorhandene Chor wurde abgerissen. An seiner Stelle befindet sich heute eine Sakristei von 1880. Der Chor hatte im calvinistischen Gottesdienst seine liturgische Funktion verloren. Während des Umbaus des Langhauses wurde aus der Johanneskerk eine typische protestantische Predigtkirche. Hiervon zeugt in der Kirche noch die Kanzel von 1661.
Die Kirchengemeinde gehört zur 2004 geschaffenen unierten Protestantse Kerk in Nederland. Zur Protestantse Gemeente Serooskerke gehört neben der Johanneskerk auch noch die ehemalige Gereformeerde Kerk, die Petruskerk.

## Orgel
Die Orgel wurde 1926 durch die Orgelbaufirma Standaart (Schiedam) erbaut. Das Kegelladen-Instrument hat 16 Register auf zwei Manualwerken und Pedal. Die Spiel- und Registertrakturen sind pneumatisch.
| I. Manualwerk C–g3 |       |
| Prestant           | 8′    |
| Bourdon            | 8′    |
| Octaaf             | 4′    |
| Roerfluit          | 4′    |
| Kwint              | 2 ⁄3′ |
| Prestant           | 2′    |
| Mixtuur II-III     |       |

| II. Manualwerk C–g3 |    |
| Vioolprestant       | 8′ |
| Holpijp             | 8′ |
| Gemshoorn           | 4′ |
| Fluit               | 4′ |
| Flageolet           | 2′ |
| Sexquialter II      |    |
| Trompet             | 8′ |

| Pedal C–f1 |     |
| Subbas     | 16′ |
| Gedekt     | 8′  |

- Koppeln: I/II, II/I, I/P, II/P